# Mitchellville (Maryland)
Mitchellville – jednostka osadnicza w Stanach Zjednoczonych, w stanie Maryland, w hrabstwie Prince George’s.